# 2021 en Azerbaïdjan
Chronologie de l'Azerbaïdjan
- 2017
- 2018
- 2019
- 2020
- 2021
- 2022
- 2023
- 2024
- 2025

2021 en Azerbaïdjan répertorie les évènements marquants de l'année 2021 en Azerbaïdjan.
L'année 2021 est l'Année de Nizami Gandjavi.

## Janvier
- 18 janvier : Pandémie COVID-19: La vaccination de masse contre le COVID-19 commence en Azerbaïdjan, avec des injections de Sinovac[2].
- Le ministre russe des Affaires étrangères, Sergueï Lavrov, a déclaré que l'Arménie avait renvoyé tous les prisonniers azéris capturés pendant la guerre du Haut-Karabakh de 2020[3].
- 21 janvier : Les présidents de l'Azerbaïdjan et du Turkménistan, Ilham Aliyev et Gourbangouly Berdimouhamedov, parviennent à un accord pour développer conjointement un champ d'hydrocarbures, disputé entre les deux pays depuis une trentaine d'années, dans la mer Caspienne[4].
- 30 janvier : Ouverture de l'Observatoire commun turco-russe à Agdam[5].

## Mai
- 12-13 mai : Festival de musique "Khari bulbul" à Choucha[6]

## Juin
- 6 juin : le circuit urbain de Bakou accueille la 4 eme édition du Grand Prix automobile d'Azerbaïdjan
- 15 juin : Le président azerbaïdjanais Ilham Aliyev et le président turc Recep Tayyip Erdogan ont signé une déclaration conjointe sur les relations alliées à Choucha[7].

## Septembre
- du 18 au 24 septembre : Le  Festival international de musique Uzeyir Hadjibeyov a eu lieu à Choucha[8].

## Octobre
- 26 octobre : Ouverture de l'aéroport international de Fizouli[9]

## Novembre
- 4-6 novembre : VIIIe Forum global de Bakou[10]

## Décès
- 22 février : Yaltchin Rzazade, chanteur
- 11 avril : Füzuli Javadov, footballeur
- 16 avril : Eldar Kouliev, réalisateur
- 2 septembre : Aydin Ibrahimov, lutteur
- 30 septembre : Rafael Kamil Dzhabrailov, homme politique